# Radovna (rivier)

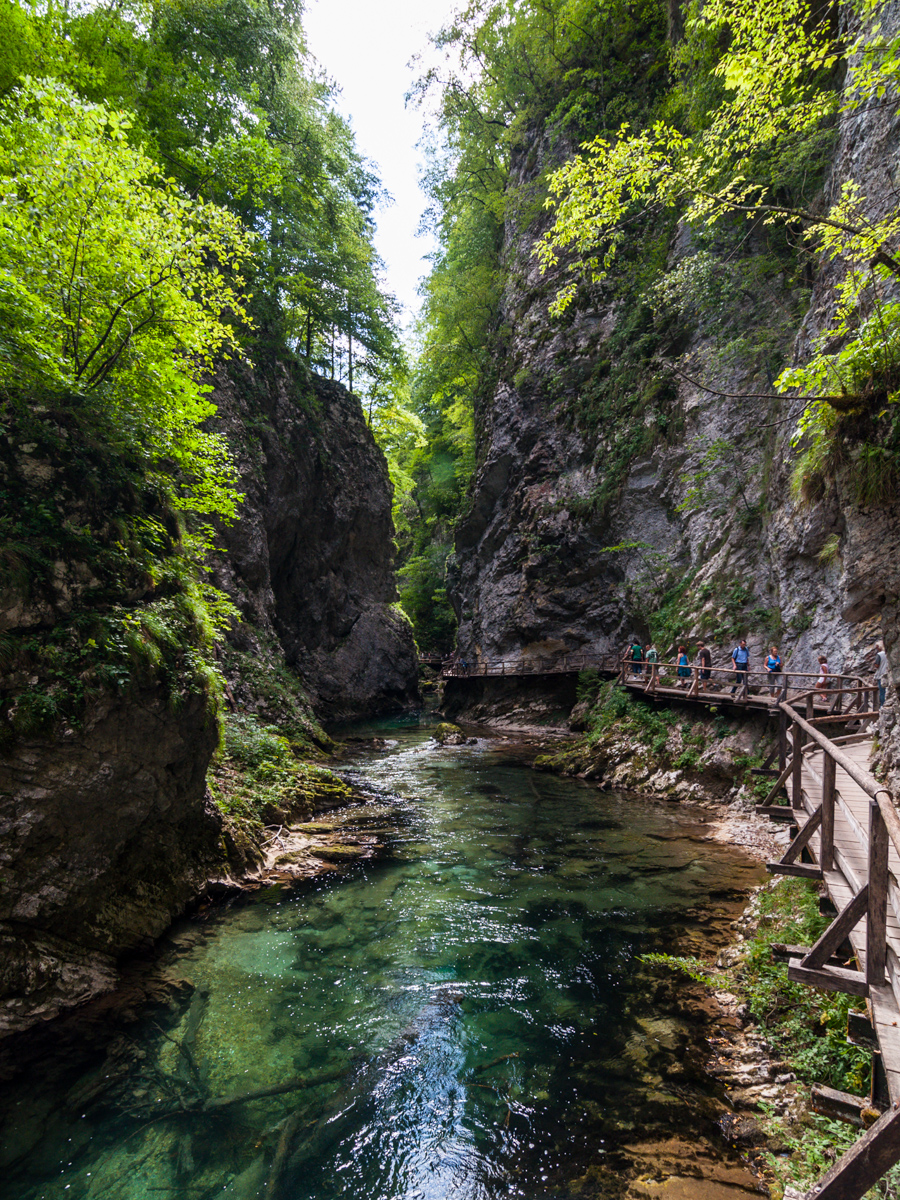
De Radovna in de Vintgarkloof

Radovna is een rivier in de Julische Alpen in de regio Gorenjska in het noordwesten van Slovenië.
De rivier loopt langs Krnica ten westen van Bled. Dichtbij is de kloof Pokljuška soteska. Dan komt de rivier door de Vintgarkloof en komt langs Podhom.